# Rivière Kokombis
La rivière Kokombis est un affluent de la rive est de la rivière Nebnellis laquelle se déverse sur la rive sud-est de la rivière Chaudière ; cette dernière coule vers le nord pour se déverser sur la rive sud du fleuve Saint-Laurent.
La rivière Kokombis coule dans les municipalités de Audet et de Frontenac, dans la municipalité régionale de comté (MRC) Le Granit, dans la région administrative de l'Estrie, au Québec, au Canada.

## Géographie
Les principaux bassins versants voisins de la rivière Kokombis sont :
- côté nord : rivière Chaudière, rivière Nebnellis, rivière Samson ;
- côté est : rivière Nebnellis, rivière Samson, rivière des Renards ;
- côté sud : rivière aux Araignées, rivière des Indiens ;
- côté ouest : rivière Nebnellis, lac Mégantic.

La rivière Kokombis prend sa source au sud du Mont Dostie, en zone montagneuse dans la partie sud de la municipalité de Audet tout près de la frontière canado-américaine. Cette source est située au nord du Lac Boundary Pond.
À partir de sa source, la rivière Kokombis coule sur 10,0 km répartis selon les segments suivants :
- 4,5 km vers l'ouest dans Audet, jusqu'à la limite municipale de Frontenac ;
- 3,8 km vers le nord-ouest, jusqu'à la route 204 dont le pont a été reconstruit entre juin et octobre 2015[1] ;
- 1,7 km vers le nord-ouest, jusqu'à sa confluence.

La rivière Kokombis se déverse sur la rive est de la rivière Nebnellis laquelle est un affluent de la rive sud-est de la rivière Chaudière dans la municipalité de Frontenac.

## Toponymie
Le toponyme rivière Kokombis a vraisemblablement figuré pour la première fois dans un rapport d'arpentage du canton de Spalding (1861) compilé par Amédée Duchesnay (1825-1881). L'arpenteur y note : « Je puis citer, entre autres, les ruisseaux portant les noms sauvages de Nebnellis et Kokombis ». Ce dernier amérindianyme pourrait dériver, selon le géographe Philippe Charland, de "kikonebes" signifiant "lac au champ".
Le toponyme rivière Kokombis a été officialisé le 5 décembre 1968 à la Commission de toponymie du Québec.